# Summer Bergamot (pera)
Summer Bergamot es un cultivar antiguo de pera europea Pyrus communis. Esta pera está cultivada en la colección de la Estación Experimental Aula Dei (Zaragoza).
Es una antigua fruta autóctona oriunda de Italia, también muy extendido su cultivo en España (Avila, Granada, Huesca, Logroño, Orense, Palencia, Pontevedra, Toledo, Zaragoza), y tuvo su mejor época de cultivo comercial en la década de 1960, y actualmente en menor medida aún se encuentra. A los jardineros les gusta esta variedad de pera por su sencillez, alto rendimiento, y buena inmunidad a las enfermedades.

## Sinonimia
- "Bergamotta de Estivo" en Italia
- "Bergamotte d'été" en Francia,
- "Sommer-Bergamotte" en Alemania,
- "Bergamota de verano" en España.

## Etimología
El nombre proviene del otomano: "beg-armudi" - " Pera Beyskaya ", probablemente modificada bajo la influencia del italiano, "bergamotta", que denota la especie de planta de cítricos Bergamota.

## Origen
La pera 'Summer Bergamot' ('Bergamotta de Estivo') es una antigua fruta autóctona de Italia. Está incluida en un grupo de peras en el que "Bergamota" es el nombre común de unas variedades de árboles frutales. Están unidos por la forma de la fruta, pues están un poco aplanados. Esta raza fue criada por obtentores italianos, y se extendió rápidamente en toda Europa, y hoy se cultiva en China.
Esta variedad de pera era muy apreciada por los horticultores del antiguo Imperio Ruso, y también lo es, en la nueva Federación Rusa.
'Summer Bergamot' es el Parental-Padre donante de polen, de la nueva variedad de pera 'Bashkir Summer' conseguida por los obtentores R. I. Bolotina y G. A. Mansurov en el Instituto de Investigación Agrícola Bashkir. La nueva variedad se incluyó en el "Registro estatal de logros reproductivos" en 1979 para los distritos de Volgo-Vyatka y Ural (República de Bashkortostán).

'Summer Bergamot' está cultivada en diversos bancos de germoplasma de cultivos vivos tales como en National Fruit Collection (Colección Nacional de Fruta) de Reino Unido con el número de accesión: 1948-185 y Nombre Accesión : Summer Bergamot. También está cultivada en la colección de la Estación Experimental Aula Dei (Zaragoza).

## Características
El peral de la variedad 'Bergamota de Verano' tiene un vigor medio; florece a inicios de mayo; tubo del cáliz en embudo con conducto corto muy estrecho, y con pistilos verdes.
La variedad de pera 'Bergamota de Verano' tiene un fruto de tamaño por debajo del medio; forma redondo y aplanado en ambas extremidades, sin cuello o con cuello casi imperceptible, simétrica o ligeramente asimétrica, y con un contorno irregularmente redondeado o ligeramente ondulado; piel lisa, brillante; con color de fondo amarillo verdoso o dorado, sin chapa o con ligero barreado sonrosado, presentando punteado muy abundante y marcado, muy menudo de color indefinido y con aureola verde, con zona ruginosa-"russeting" suave derramándose en estrías desde el pedúnculo y zona más basta, de color oliváceo en la cavidad del ojo, "russeting" (pardeamiento áspero superficial que presentan algunas variedades) débil; pedúnculo corto o medio, fino o de medio grosor, a veces semicarnoso, engrosado en su extremo y a veces carnoso en la base, ruginoso-"russeting" de color cobrizo claro y brillante, recto o ligeramente curvo, implantado derecho o ligeramente oblicuo, cavidad del pedúnculo nula o limitada a un pequeño repliegue al pie del pedúnculo, e importancia del "russeting" en cavidad peduncular débil; anchura de la cavidad calicina estrecha o media, casi superficial, con el borde liso o ligeramente ondulado; ojo mediano o grande, abierto; sépalos tomentosos, triangulares o rectilíneos con la base unida y prominente.
Carne de color blanca amarillenta; textura medio firme, granulosa, muy jugosa; sabor característico de la variedad, muy dulce, ligeramente alimonada, refrescante, muy bueno; corazón pequeño, apaisado, muy pedregoso. Eje lanceolado total o parcialmente relleno y lanoso. Celdillas elíptico-redondeadas. Semillas de tamaño medio o grande, elípticas aplastadas, con punto de inserción grande, muy oblicuo, algo pringosas, y de color castaño no uniforme.
La pera 'Bergamota de Verano' tiene una época de maduración y recolección muy temprana a inicios de septiembre, hasta finales de septiembre. Se usa como pera de mesa fresca, y en cocina para hacer jaleas.